# Tracy I. Storer
Tracy Irwin Storer (* 17. August 1889 in San Francisco, Kalifornien; † 25. Juni 1973 in Davis, Kalifornien) war ein US-amerikanischer Zoologe. Seine Interessensschwerpunkte waren die Mammalogie, die Ornithologie, die Herpetologie sowie das Wildtiermanagement.

## Leben
Storer war der Sohn von Frank Storer und Olietta May McDowell. Er wuchs in Elmhurst, südlich von Oakland, auf. Er und seine jüngeren Geschwister wurden von ihrem Vater großgezogen, da seine Mutter starb, als er 9 Jahre alt war. Storer besuchte die örtlichen öffentlichen Schulen und schrieb sich 1908 im Alter von 18 Jahren an der University of California, Berkeley, ein, wo er 1912 seinen Bachelor-Abschluss in Zoologie mit Auszeichnung und im Jahr darauf mit der Arbeit The toads of California of the genus Bufo seinen Master-Abschluss erwarb. Während seines Studiums arbeitete er als Drucker, wo er vor allem für Handzettel und Karten verantwortlich war. Nach dem Masterstudium wurde er von Carl B. Koford als Assistent in der zoologischen Abteilung von Berkeley eingestellt, wechselte aber schon im darauffolgenden Jahr in den Stab des fünf Jahre zuvor gegründeten und von Joseph Grinnell geleiteten Museum of Vertebrate Zoology. Mit der finanziellen Unterstützung von Annie Montague Alexander hatte Grinnell mehrere ehrgeizige Projekte in Angriff genommen. Storers erste Aufgabe bestand darin, mit Grinnell und Harold C. Bryant an einem Projekt zu arbeiten, das 1918 in der Veröffentlichung des Werks The Game Birds of California mündete.
Während dieser Zeit begann Storer in Zusammenarbeit mit Walter P. Taylor und einigen anderen Forschern mit der Feldarbeit für eine umfangreiche Transektstudie über die Sierra Nevada in der Region des Yosemite-Nationalparks. Dieses Projekt wurde durch den Ersten Weltkrieg unterbrochen, wo Storer im U.S. Army Sanitary Corps in Texas stationiert war. Sein befehlshabender Offizier war sein ehemaliger Arbeitgeber Koford. Nach seiner Rückkehr aus der Armee nahm er die Untersuchung im Yosemite-Nationalpark wieder auf, schloss die Studie 1920 ab und verfasste dann den Bericht, den er und Grinnell 1924 unter dem Titel Animal Life in the Yosemite veröffentlichten.
Storer heiratete im Juni 1917 Ruth Charlotte Risdon (1888–1986), die zu den ersten Frauen zählte, die an der University of California Medical School promoviert wurden. Die Storers waren kinderlos.
1924 verteidigte er mit der Dissertation A synopsis of the Amphibia of California seinen Doktortitel von der University of California, Berkeley. Anschließend nahm er eine Stelle an der University of California, Davis (UC Davis), als erstes Mitglied der neu eingerichteten Abteilung für Zoologie an. Storer wurde Assistenzprofessor und -zoologe in der Experimentierstation, wobei sich seine Forschung auf die Kontrolle und Manipulation der Populationsdichte von Wirbeltieren – Wildtiermanagement und Schädlingsbekämpfung – konzentrierte.
Nach zehn Jahren war die Zahl der Studenten in Davis so stark angestiegen, dass Storers Abteilung um weitere Lehrkräfte ergänzt werden musste. Als ein Programm für Wildtiermanagement, das er für die expandierende Abteilung angestrebt hatte, stattdessen an den Campus in Berkeley vergeben wurde, wandte Storer seine Aufmerksamkeit der Lehre für Studenten zu und schrieb 1943 das Lehrbuch General Zoology, mit dem sich Storer einen Namen machte. Das Werk zeichnete sich durch seine systematische Strukturierung, die ausführliche Verwendung von Illustrationen sowie den umfangreichen Informationsgehalt aus, wodurch es rasch zu einem etablierten Referenzwerk für Studienanfänger der Zoologie avancierte. Sowohl die erste Ausgabe des Buches als auch die zahlreichen darauffolgenden Auflagen und die begleitenden Unterrichtsmaterialien beanspruchten einen beträchtlichen Teil von Storers Zeit.
Nichtsdestotrotz verfasste Storer weiterhin zahlreiche kurze Abhandlungen und Rezensionen sowie mehrere größere Monografien, vor allem über den Kalifornischen Grizzly (The California Grizzly mit Lloyd P. Tevis, Jr., 1955) und die Ökologie der Pazifischen Ratte (Pacific island rat ecology; report of a study made on Ponape and adjacent islands, 1955–1958 mit Robert L. Strecker, 1963).
Storer ging 1956 in den Ruhestand und wurde 1960 von der UC Davis zum Doktor der Wissenschaften ernannt. Ein Gebäude auf dem Campus, Storer Hall, ist nach ihm benannt.
Zusätzlich zu seinen Schenkungen an die University of California, Davis, bedachte er die American Society of Mammalogists, wo er von 1949 bis 1951 Präsident war, in seinem Testament mit einem großen Vermächtnis, das einen Großteil der von der Gesellschaft verwalteten Treuhandfonds ausmacht.
Er war Präsident mehrerer biologischer Gesellschaften, darunter des Cooper Ornithological Club (als dreimaliger Präsident), der Society of Ichthyologists and Herpetologists und der Wildlife Society. Zudem war er Fellow der California Academy of Sciences, die ihm 1968 die Fellow’s Medal, die höchste Auszeichnung der Akademie, verlieh. 1926 wurde er zum Fellow der American Association for the Advancement of Science (AAAS) gewählt.
Storer starb am 25. Juni 1973 im Alter von 84 Jahren an einem Herzinfarkt.